# マッキナニー (フリゲート)
| USS McInerney FFG-8 |                                                                                           |
| 艦歴                |                                                                                           |
| 発注:               | 1976年2月27日                                                                             |
| 起工:               | 1978年1月16日                                                                             |
| 進水:               | 1978年11月4日                                                                             |
| 就役:               | 1979年11月19日                                                                            |
| 退役:               | 2010年8月31日                                                                             |
| 除籍:               |                                                                                           |
| その後:             | パキスタン海軍軍艦「アラムジル」として再就役                                              |
| 要目                |                                                                                           |
| 排水量              | 基準: 3,225 t                                                                             |
| 排水量              | 満載: 4,100 t                                                                             |
| 全長                | 453 ft (138 m)                                                                            |
| 全幅                | 45.4 ft (13.8 m)                                                                          |
| 吃水                | 24 ft (7.3 m)                                                                             |
| 機関                | COGAG方式                                                                                 |
| 機関                | LM2500-30ガスタービンエンジン (20,500hp) ×2基                                             |
| 機関                | 可変ピッチプロペラ（5翔）×1軸                                                             |
| 機関                | 非常用旋回式スラスタ（350hp）×2基                                                         |
| 最大速              | 29ノット以上                                                                              |
| 航続距離            | 4,500 海里（20ノット巡航時）                                                              |
| 乗員                | 206名（士官13名）                                                                         |
| 兵装                | Mk.75 76mm単装速射砲×1基                                                                  |
| 兵装                | Mk.38 25mm単装機銃×2基                                                                    |
| 兵装                | Mk.15 20mmCIWS×1基                                                                        |
| 兵装                | M2 12.7mm単装機銃×4基                                                                     |
| 兵装                | Mk.13 mod.4単装ミサイル発射機×1基 * SM-1MR SAM * ハープーンSSM を発射可能 ※2003年以降撤去 |
| 兵装                | Mk.32 mod.17 3連装短魚雷発射管×2基                                                        |
| 艦載機              | SH-60B LAMPSヘリコプター×2機                                                              |
| C4ISTAR             | NTDS (JTDS＋リンク 11/14)                                                                 |
| C4ISTAR             | Mk.92 FCS (SM-1MR, 76mm砲用)                                                              |
| C4ISTAR             | AN/SQQ-89 ASWCS                                                                           |
| センサ              | AN/SPS-49 対空捜索レーダー                                                                |
| センサ              | AN/SPS-55 対水上捜索レーダー                                                              |
| センサ              | AN/SQS-56 船底装備ソナー                                                                  |
| センサ              | AN/SQR-19 曳航ソナー                                                                      |
| 電子戦              | AN/SLQ-32(V)5 ESM/ECM装置                                                                 |
| 電子戦              | Mk.36 デコイ発射装置                                                                      |
| 艦載機              | SH-60B LAMPSヘリコプター×2機                                                              |
| C4ISTAR             | NTDS (JTDS＋リンク 11/14)                                                                 |
| C4ISTAR             | Mk.92 FCS (SM-1MR, 76mm砲用)                                                              |
| C4ISTAR             | AN/SQQ-89 ASWCS                                                                           |
| センサ              | AN/SPS-49 対空捜索レーダー                                                                |
| センサ              | AN/SPS-55 対水上捜索レーダー                                                              |
| センサ              | AN/SQS-56 船底装備ソナー                                                                  |
| センサ              | AN/SQR-19 曳航ソナー                                                                      |
| 電子戦              | AN/SLQ-32(V)5 ESM/ECM装置                                                                 |
| 電子戦              | Mk.36 デコイ発射装置                                                                      |
| モットー:           | Fast, Fearless, and Gallant                                                               |

マッキナニー (英語: USS McInerney, FFG-8) は、アメリカ海軍のミサイルフリゲート。オリバー・ハザード・ペリー級ミサイルフリゲートの2番艦。艦名はフランシス・X・マッキナニー海軍中将に因む。

## 艦歴
マッキナニーは1976年2月27日にFY75プログラムの一部としてメイン州のバス鉄工所に建造発注され、1978年1月16日に起工する。1978年11月4日に進水し、1979年11月19日に就役した。
マッキナニーの最初の主な配備は1982年11月に始まった地中海とインド洋へのものであった。この配備中にLAMPS Mk-I（SH-2 シースプライト）ヘリコプターを装備する。マッキナニーはモロッコのタンジェ、シチリア島のカタニアを訪問し、ベイルートの多国籍軍を支援した。スエズ運河の通過後、インド洋で作戦活動に従事し、パキスタンのカラチ、スリランカのコロンボ、ケニアのモンバサを訪問した。その後赤道を通過しディエゴガルシア島に立ち寄る。
1991年、湾岸戦争に戦艦ミズーリの護衛として参加した。
2005年2月時点でマッキナニーはフロリダ州メイポートを母港とし、第14駆逐戦隊に所属していた。
2010年8月31日、マッキナニーはメイポートにて退役し、同日、パキスタン海軍に引き渡された。同国海軍での艦名はアラムジル（Alamgir）となった。再就役後はMk.13発射機は再装備せずハープーン4連装発射機を2基、艦橋とMk.13発射機跡の間に配置している。